# Peter Hook

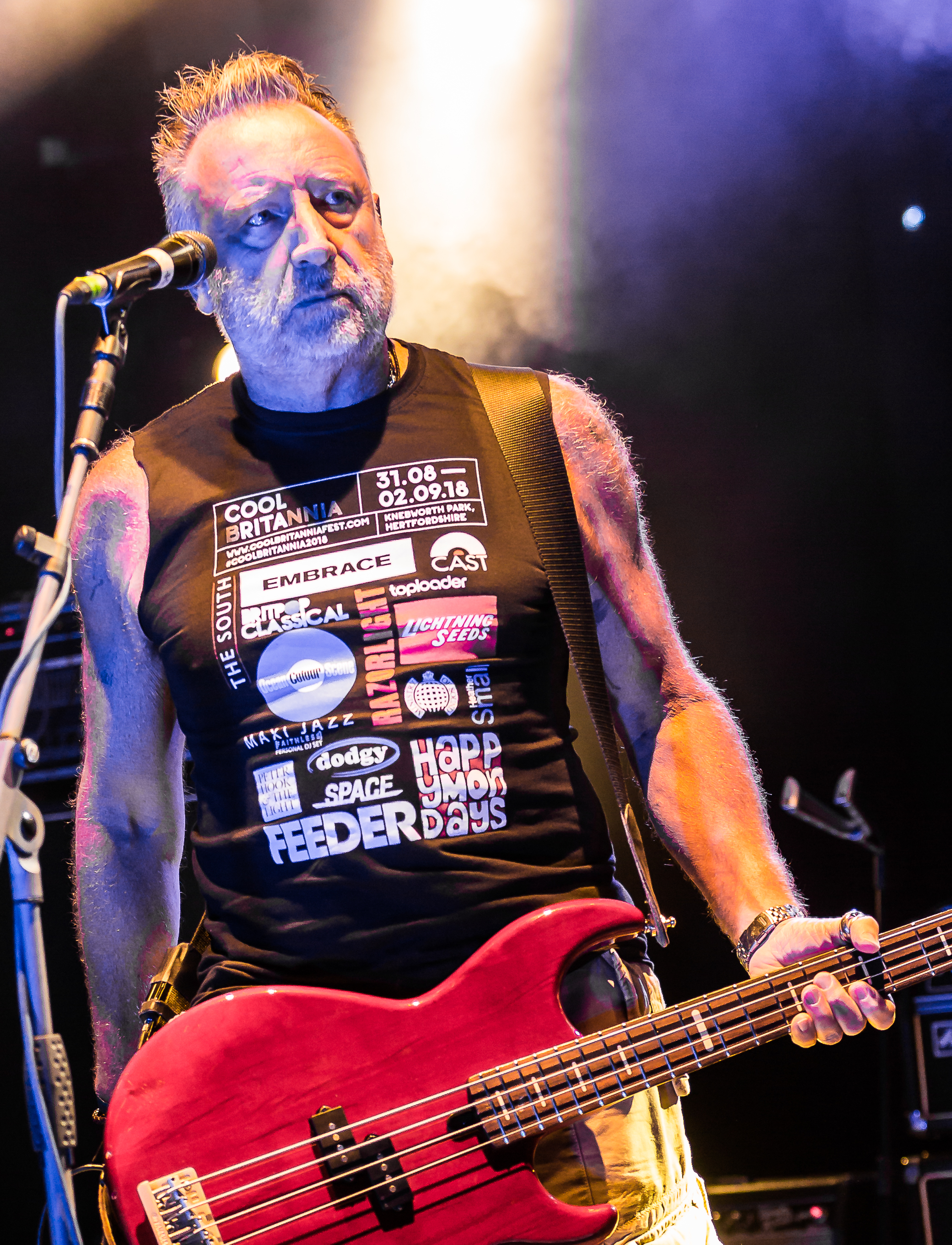
Peter Hook, 2018

Peter Hook (* 13. Februar 1956 in Salford, Greater Manchester, England) ist ein britischer Musiker. Er war Bassist bei der Post-Punk-Band Joy Division und bei deren Nachfolgeband New Order.

## Leben
Während seiner Zeit bei Joy Division wurde Hook als ein „Bassist, der dachte, dass er Leadgitarre spiele“ beschrieben. Seinen markanten Spielstil behielt er auch bei der Nachfolgeband New Order bei. Hook steuerte des Weiteren den Backgroundgesang bei mehreren Songs von Joy Division bei und sang auf der New-Order-LP Movement von 1981 zwei Songs (Dreams Never End und Doubts Even Here).
Mit dem zunehmenden Gebrauch von Bass-Synthesizern bei New Order, besonders auf dem 1989 erschienenen Album Technique, wurde Hooks Bassspiel melodischer und rhythmischer, wodurch sich der Klang eher nach einer Baritongitarre als nach einem Bass anhörte.
Hook nahm als Bassist und Sänger ein Album mit der Band Revenge und zwei mit Monaco auf. In den späten 1980ern fing er auch an, als Produzent für Bands wie Inspiral Carpets und The Stone Roses tätig zu werden. 
Im Jahr 2003 steuerte er sein Bassspiel zu einigen Songs des Albums Morning Sci-Fi der Gruppe Hybrid bei, einschließlich der Single True to Form. Außerdem kann man ihn auf Gwen Stefanis Album Love Angel Music Baby hören (auf dem Song The Real Thing).

Im September 2010 löste sich Hooks Bandprojekt namens „Freebass“ auf, an dem auch Andy Rourke (Ex-Bassist von The Smiths) und Gary Mounfield (Ex-Bassist von den The Stone Roses, bis 2011 bei Primal Scream) beteiligt gewesen waren. Außerdem arbeitete Hook als DJ.
Nach Eröffnung des Clubs FAC 251 in Manchester 2010 trat Peter Hook dort mit der Band The Light auf. Unter dem Namen Peter Hook & The Light tourte die Band ab 2011 und spielte Coverversionen von Joy Division. Im Jahr 2020 veröffentlichte die britische Band Gorillaz den Song Aries, auf dem Peter Hook als Bassist mitwirkte. 
Hooks Ehe mit der Komikerin Caroline Aherne wurde geschieden.